# El rey del circo
El rey del circo (Three Ring Circus) es una comedia musical ambientada en el mundo del circo, protagonizada por Dean Martin y Jerry Lewis. También fue conocida como Jerrico, the Wonder Clown.

## Argumento
Jerry y Pete son dos amigos escasos de fondos, por lo que buscan trabajo. Finalmente, empiezan a trabajar en un circo. Desde ese momento, Jerry anhela poder convertirse en un payaso.

## Otros créditos
- Productor ejecutivo: Joseph H. Hazen
- Color: Technicolor
- Sonido: Western Electric Recording
- Sonido: John Cope y Harold Lewis
- Asistente de dirección: Charles C. Coleman y Daniel McCauley
- Efectos especiales: John P. Fulton
- Dirección artística: Tambi Larsen y Hal Pereira
- Decorados: Sam Comer	y Ray Moyer
- Diseño de vestuario: Edith Head
- Maquillaje: Wally Westmore
- Coreografía: Nick Castle